# کاستیلیونه دی پولی
کاستیلیونه دی پولی (به ایتالیایی: Castiglione dei Pepoli) یک کومونه در ایتالیا است که در استان بولونیا واقع شده‌است.

## خصوصیات
کاستیلیونه دی پولی ۶۵٫۸ کیلومترمربع مساحت و ۵٬۷۳۹ نفر جمعیت دارد و ۶۹۱ متر بالاتر از سطح دریا واقع شده‌است.

## خواهرخوانده
شهر نوژان-سور-مرن خواهرخواندهٔ کاستیلیونه دی پولی هست.